# Michel Sterckmans
Michel Sterckmans, né le 22 avril 1883 à Schaerbeek et mort le 7 avril 1956, est un peintre belge.
Son champ pictural couvre les portraits, les figures, les natures mortes, les paysages et également les fleurs. Moderniste, il est considéré, en 1922, comme un peintre d'avant-garde. Le Centre Pompidou conserve sa Nature morte de 1915.

## Biographie

### Famille
Michel Sterckmans, né le 22 avril 1883 rue des Coteaux no 50 à Schaerbeek, est le fils de Pierre Henri Sterckmans (1847), tapissier garnisseur, natif de Leeuw-Saint-Pierre, et de Marie Virginie De Stobbeleere (1852), lingère native de Saint-Gilles, mariés le 28 mars 1874 à Molenbeek-Saint-Jean. Michel Sterckmans épouse le 27 septembre 1905 à Bruxelles l'artiste peintre Marie Davin (née le 4 septembre 1878 à Bruxelles). Parmi leurs témoins figurent Pierre Paulus, artiste peintre et Rik Wouters, statuaire.

### Carrière
Étudiant à l'Académie royale des beaux-arts de Bruxelles, auprès du peintre Constant Montald, avec lequel il demeure ami sa vie durant, Michel Sterckmans reçoit, en juillet 1902, en partage avec Pierre Paulus, le premier prix de peinture décorative. En septembre 1903, il obtient une bourse de voyage. Il envoie Portrait de Melle D* à l'Exposition universelle de Bruxelles de 1910. En 1914, il expose au Salon de Bruxelles,.
Il acquiert en 1911 la Hof ter Cauwerschueren (Ferme 't Cauwerschueren) à Woluwe-Saint-Lambert, quartier où résident d'autres artistes comme Constant Montald, et où son épouse et lui effectuent quelques aménagements et demeurent jusqu'en 1942.
Membre de l'Académie brabançonne, Michel Sterckmans rejoint l'Art libre lorsque les deux cercles fusionnent afin de participer au Salon de Gand de 1933. En 1937, il conçoit une peinture murale représentant plusieurs artistes pour une fresque sur un arc en plein cintre aux Musées royaux d'Art et d'Histoire de Belgique du Parc du Cinquantenaire à Bruxelles.
Durant la Seconde Guerre mondiale, Michel Sterckmans participe à l'Œuvre du Secours d'Hiver, afin d'aider ses confrères artistes, en offrant plusieurs de ses toiles. 
Michel Sterckmans meurt le 7 avril 1956, à l'âge de 72 ans, à La Hulpe.

## Œuvre

### Caractéristiques
Son champ pictural couvre les portraits, les paysages, les figures et les natures mortes, et parfois les fleurs. Au début de sa carrière, selon Sander Pierron, ses portraits évoquent ceux d'Auguste Renoir, en raison des nuances bleues et des accessoires en tons sucrés. Il adopte, après 1920, une facture moderniste, marchant dans le sillon de l'école française, qui le classe parmi les peintres d'avant-garde. Ses gens de cirque et de théâtre aux tons estompés ne manquent ni d'originalité, ni de fantaisie. Michel Sterckmans peint comme il voit, mais sa vision est souvent hantée par des rêves dont le commun ne perçoit pas le sens. Cependant, il évite tout ce qui pourrait faire mentir la nature et son originalité se défend d'outrances caricaturales.
Lorsqu'il expose au Cercle artistique de Bruxelles en 1922 des portraits, des paysages et des fleurs, la critique du journal Le Soir écrit : « son exposition est assez variée, ses œuvres sont des notations aux tonalités discrètes et aux nuances vaporeuses. La recherche des procédés modernistes est assez apparente. Il y a telles de ces vrilles qui s'étageant au flan des collines qui sont traitées d'une manière un peu puérile, selon les derniers procédés à la mode. Il y a des effigies de femmes exécutées dans de ternes nuances et d'autres conçues à la façon de Rops et de Thomas, ce qui n'est pas très neuf. Il y a aussi, et ceci est mieux, des fleurs peintes avec une remarquable ; l'influence japonaise est encore une fois apparente, et l'on sait combien certains de nos artistes sont attachés à la tradition nippone. On ne saurait blâmer M. Sterckmans de cultiver cette tradition, puisqu'il y trouve ses meilleures inspirations. »
En 1935, la critique de La Nation belge estime que Michel Sterckmans recherche une impression de rêve, d'une atmosphère qui placerait les êtres et les choses dans un plan spirituel et que son tableau L'Atelier atteint l'effet désiré par un équilibre parfait entre la représentation matérielle et l'expression spirituelle de son sujet.

### Expositions
- Salon d'Anvers de 1908 : Portrait de Mme S*[14].
- Exposition à l'école communale de Boitsfort de 1908 : Œillets et Manche rose[15].
- Exposition universelle de Bruxelles de 1910 : Portrait de Melle D*[3].
- Salon de Printemps de 1913 : Torse de jeune fille[10].
- Salon de Bruxelles de 1914 : Intimité, Dame dans son intérieur et Intimité[4].
- Exposition du Book of Belgium gratitude à Londres en décembre 1915[16].
- Exposition au Cercle artistique de Bruxelles en 1922 : des portraits, dont Femme au châle bleu, des paysages du Midi, dont Barques à Menton, des croquis de Gens de cirque et de théâtre et des fleurs[12].
- Exposition au Cercle artistique de Bruxelles en 1925[17].
- Salon de la Société royale des beaux-arts au Cercle artistique de 1924 : Figure[18].
- XVIe biennale de Venise de 1928[19].
- Exposition générale au Palais des Beaux-arts de Bruxelles en 1928 : Tête de femme (fusain) et Tête de femme (peinture)[20].
- Exposition du Cercle artistique de Bruxelles en 1930[21].
- Ire Exposition du cercle L'Art libre au Cercle artistique de Bruxelles en 1932 : Femmes de paysans et Enfants[22].
- LVIIIe Exposition de la Société royale belge des aquarellistes de 1932 : panneau décoratif traité à la détrempe représentant deux femmes et deux fillettes dans un jardin[23].
- IIe Exposition du cercle L'Art libre au Cercle artistique de Bruxelles en 1933 : Sérénité et Méditation[24].
- Salon de Gand (XLVe) de 1933[6].
- IIIe Exposition du cercle L'Art libre au Cercle artistique de Bruxelles en 1934 : Groupe de femmes, Les Peintres, Mère et enfant[25].
- Salon de printemps au Palais des Beaux-Arts à Bruxelles en 1934 : des paysages d'Arles[26].
- IVe Exposition du cercle L'Art libre au Cercle artistique de Bruxelles en 1935[27].
- Salon de printemps au Palais des Beaux-Arts à Bruxelles en 1935[28].
- Exposition d'art belge à Kaunas, en Lituanie en février 1936[29].
- VIe Exposition du cercle L'Art libre au Cercle artistique de Bruxelles en 1937 : des portraits d'artistes au fusain pour une fresque du Cinquantenaire et des lavis[7].
- Salon de Gand (XLVIe) de 1937[30].
- VIIe Exposition du cercle L'Art libre au Cercle artistique de Bruxelles en 1938 : des natures mortes[31].
- Exposition de sept peintres belges à l'Institut de culture portugaise, avenue Louise à Bruxelles en 1939 : dessins représentant des types portugais[32].
- Salon de printemps au Palais des Beaux-Arts à Bruxelles en 1940[33].
- Salon d'été au Cercle artistique de Bruxelles en 1940 : L'Atelier[34].

### Collections muséales
- Centre Pompidou : Nature morte (1915), huile sur carton, format 77 × 63 cm, inventaire no LUX.1277 P, achat de l'état français en 1916[35].
- Musée d'Ixelles : Arles, acquis en 1937[36].

### Honneurs

#### Distinctions
- Officier de l'ordre de Léopold II[9].
- Officier de l'ordre de la Couronne[9].
- Officier de l'ordre de la Tour et de l'Épée (Portugal)[9].

#### Toponymie
- Une avenue Michel Sterckmans existe (avant 1940), du vivant de l'artiste, à Woluwe-Saint-Lambert.